# Nuxalk

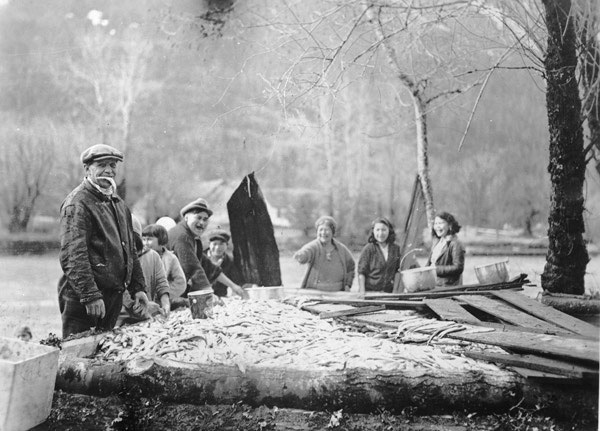
Bella Coola

Nuxalk (ang. Nuxálk Nation, dawniej Bella Coola) – plemię północnoamerykańskich Indian, zamieszkujących okolice miejscowości Bella Coola w kanadyjskiej prowincji Kolumbia Brytyjska, nad rzekami Dean i Bella Coola. Zamieszkała najdalej na północy grupa Indian Salish, licząca w 2000 roku 1246 osób (w 1780 było ich ok. 1400).
Są jednym z niewielkich osiadłych ludów tubylczych zamieszujących Wybrzeże Północno-Zachodnie Ameryki Północnej i utrzymujących się w przeszłości z rybołówstwa i myślistwa. Ich własny język także nazywa się nuxálk; obecnie posługuje się nim nie więcej niż 200 osób. W literaturze określani byli dotąd zwykle jako Bella Coola, choć sami raczej nie akceptują tej nazwy, nadanej im przez sąsiednie plemię Heiltsuk (Bella Bella).